# دانيال بيريز
دانيال بيريز (بالإسبانية: Daniel Pérez)‏ (11 أغسطس 1975 بتريليو في الأرجنتين - ) هو لاعب كرة قدم أرجنتيني وتشيلي في مركز الهجوم. شارك مع منتخب تشيلي لكرة القدم. أما مع النوادي، فقد لعب مع إيفرتون دي فينا ديل مار ونادي أونيفرسيداد دي تشيلي ونادي أونيفرسيداد كاتوليكا ونادي بالستينو وComisión de Actividades Infantiles ‏ ونادي كوبريلوا وGuillermo Brown de Puerto Madryn ‏.

## وصلات خارجية
- دانيال بيريز على موقع قاعدة بيانات كرة القدم.إي يو (الإنجليزية)
- دانيال بيريز على موقع ناشيونال فوتبول تيمز (الإنجليزية)
- دانيال بيريز على موقع عالم كرة القدم.نت (الإنجليزية)